# فیز (کوکتل)
فیز نوعی نوشیدنی مخلوط از خانواده کوکتل‌های قدیمی تر سورس است. ویژگی‌های تعیین‌کننده این کوکتل یک آب اسیدی (مانند لیمو یا لیمو) و آب گازدار است. این کوکتل به‌طور معمول شامل جین یا رام به عنوان ماده اصلی الکلی آن است.

## جین فیز
جین فیز شناخته‌شده‌ترین کوکتل در خانواده کوکتل فیز است. کوکتل فیز جین حاوی جین، آب لیمو و شکر است که با یخ تکان داده می‌شود و در لیوان ریخته می‌شود و روی آن آب گازدار ریخته می‌شود. این نوشیدنی شبیه تام کالینز است، با تمایز احتمالی تام کالینز که در طول تاریخ از نام «تام جین قدیمی» استفاده می‌کرده است (پیش‌ساز کمی شیرین‌تر برای جین خشک لندن)، در حالی که نوع جین مورد استفاده در تاریخ در جین‌فیز ناشناخته مانده است.
تغییرات کوکتل جین فیز
- فیز نقره ای - اضافه کردن سفیده تخم‌مرغ به آن
- فیز طلایی - اضافه کردن زرده تخم‌مرغ به آن
- فیز رویال - اضافه کردن تخم مرغ کامل
- فیز الماس - شراب گازدار به جای آب گازدار، که بیشتر به عنوان «فرانسه ۷۵» شناخته می‌شود.
- فیز سبز - اضافه کردن یک قطره از کرم سبز منته